# Paweł Szczyrba
Paweł Szczyrba (ur. 9 stycznia 1981 w Warszawie) – polski lekkoatleta, tyczkarz.

## Kariera
Zawodnik Skry Warszawa największy sukces odniósł w 2002, kiedy to sięgnął po złoty medal mistrzostw Polski seniorów. Na arenie międzynarodowej jego największymi osiągnięciami była 10. lokata podczas mistrzostw świata juniorów (Santiago 2000) oraz 7. miejsce na młodzieżowych mistrzostwach Europy (Bydgoszcz 2003). Zdobywał medale mistrzostw Danii i Szwecji. Jest synem Stanisława Szczyrby, także tyczkarza oraz trenera lekkoatletycznego.

## Osiągnięcia
| Rok  | Impreza                        | Miejsce   | Pozycja     | Wynik |
| ---- | ------------------------------ | --------- | ----------- | ----- |
| 2000 | Mistrzostwa świata juniorów    | Santiago  | 10. miejsce | 5,00  |
| 2003 | Młodzieżowe mistrzostwa Europy | Bydgoszcz | 7. miejsce  | 5,00  |

## Rekordy życiowe
- skok o tyczce (stadion) – 5,40 m (16 lipca 2000, Halmstad)[1]
- skok o tyczce (hala) – 5,40 m (2004)